# Royaume du Kazembe
v. 1740 – 1899
Le Kazembe est un royaume dont le territoire se situait dans l'actuelle Zambie. Pendant plus de 150 ans c'est un État influent, peuplé par les peuples Lunda orientaux et Luba, locuteurs du swahili, du bemba et du luba-katanga. Sa position, sur les routes commerciales, dans une région bien arrosée, relativement fertile et peuplée, dotée de ressources forestières, piscicoles et agricoles, attire au XIXe siècle les commerçants et les explorateurs, tel David Livingstone.
Le titre du dirigeant du Kazembe est Mwata. La chefferie tient son festival annuel, appelé Mutomboko, dans la vallée de la Lwapula, près du lac Moero en actuelle Zambie.

## Histoire pré-coloniale

### Origine
Vers 1740, le premier Mwata, Ng'anga Bilonda, venu du royaume Lunda, lui même « satellite » du Royaume luba, situé trois cents kilomètres à l'ouest de la Lwapula en actuelle république démocratique du Congo (RDC), part à la poursuite d'un certain Mutanda qui a assassiné son père, Tshinyanta, et son oncle en les noyant dans la rivière Mukelweji. Mwata est à l'origine un titre équivalent à « général », le fondateur de la lignée des Mwata Kazembe (« chef suprême du Kazembe ») étant un guerrier ou bien encore à « gouverneur » ou « vice-roi », car le royaume, indépendant dans les faits, est en principe vassal du royaume Lunda du Mwata Yamvo et lui paie un tribut jusqu'en 1870.
L'« affaire Mutanda » réglée, le groupe continue sa route vers l'est, sous la direction du Mwata Kazembe II, Kanyembo Mpemba, traverse la Lwapula à Matanda, et soumet les Shila, le peuple autochtone, en installant des aristocrates luba ou lunda comme dirigeants. Ces conquérants apportent les coutumes et la culture lunda-luba, telle la cérémonie de célébration de la chefferie, mais ils adoptent la langue bemba, celle du peuple du même nom, également venu du territoire de l'actuelle RDC, avec lequel ils sont alliés.
Le royaume prospère grâce à la pêche dans le lac Moero et le lac Mofwe (en), et à ses ressources minières, notamment le cuivre dans la région de l'actuel Katanga, à l'ouest de la Lwapula. Le Mwata Kazembe est en mesure, selon les dires des Portugais, de rassembler vingt mille hommes, et son territoire s'étend à l'ouest jusqu'à la Lualaba (le cours supérieur du fleuve Congo), qui forme la frontière avec le royaume Luba-Lunda de Mwata Yamvo et les autres royaumes Luba au nord de celui-ci, et, à l'est, jusqu'au pays des Luba-Bemba.

### Expéditions portugaises
À la fin du XVIIIe siècle et au début du XIXe siècle, les Portugais cherchent à établir une route allant d'est en ouest afin de relier leurs possessions coloniales d'Angola à celles du Mozambique, à travers le continent africain. 
Plusieurs expéditions sont montées, ainsi, en 1796, celle de Manuel Caetano Pereira, un commerçant, suivie en 1798 de celle de Francisco de Lacerda, qui vient de Tete en actuel Mozambique, et qui meurt quelques semaines après son arrivée au Kazembe, sans avoir pu mener les négociations commerciales à leur terme. Il laisse un journal qui est ramené à Tete par son chapelain, le père Pinto, journal qui sera traduit en anglais par Richard Francis Burton. En 1802, une expédition est menée par Pedro João Baptista et Anastasio José, deux pombeiros (marchands d'esclaves). En 1831, le major José Monteiro, accompagné d'António Gamito, de vingt soldats et de cent vingt porteurs, envoyés depuis Vila de Sena par le gouverneur portugais de l'endroit, se risquent au Kazembe. Gamito écrit lui aussi un journal, dans lequel il écrit : « Nous ne nous attendions certainement pas à trouver autant de cérémonial, de faste et d'ostentation chez le potentat d'une région si éloignée de la côte. »
En tant que missions commerciales, ces expéditions sont des échecs. Les Mwata Kazembe III, Lukwesa Ilunga, et IV, Kanyembo Keleka Mayi, repoussent les propositions portugaises de nouer des alliances qui permettraient de contrôler les routes commerciales allant de l'Atlantique à l'océan Indien,. Plus tard, ce sont le sultan de Zanzibar puis M'Siri, dirigeant du royaume Yeke, qui prennent ce contrôle, notamment le second, qui verrouille efficacement les routes commerciales dans la deuxième moitié du XIXe siècle.

### Venue de David Livingstone
En 1867, l'explorateur et missionnaire David Livingstone, est embarqué dans sa dernière expédition en Afrique, à la recherche des sources du Nil. Depuis le Nyassaland (actuel Malawi), traversant le sud du lac Tanganyika, à travers des contrées ravagées par le commerce des esclaves, il atteint la rive nord-est du lac Moero. Il suit la rive orientale vers le sud. Le Mwata Kazembe VII est averti de son arrivée et il le reçoit dans sa capitale, Kanyembo, près du lac Mofwe :

« La cour ou l'enceinte de Casembe — certains l'appelleraient un palais — est une enceinte carrée de 300 yards par 200 yards. Elle est entourée d'une haie de hauts roseaux. À l'intérieur, où Casembe m'a honoré d'une grande réception, se trouve une gigantesque hutte pour Casembe, et une vingtaine de petites huttes pour les domestiques. La hutte de la reine se trouve derrière celle du chef, avec un certain nombre de petites huttes également […] Casembe est assis devant sa hutte sur un siège d'équerre posé sur des peaux de lion et de léopard. Il était vêtu d'un grossier manchester bleu et blanc bordé de tapis rouge, et disposé en grands plis de manière à ressembler à une crinoline mise à l'envers. Ses bras, ses jambes et sa tête étaient recouverts de manches, de jambières et d'un chapeau fait de perles de différentes couleurs aux motifs soignés : une couronne de plumes jaunes surmontait son chapeau […]  Il m'a ensuite assuré que j'étais le bienvenu dans son pays, que je pouvais aller où je voulais et faire ce que je voulais. Nous sommes ensuite allés — deux garçons portant son attirail derrière lui — dans un appartement intérieur, où mes cadeaux étaient exposés »

— The Last Journals of David Livingstone in Central Africa from 1865 To His Death.
Livingstone remarque que la gouvernance du Mwata Kazembe VII est brutale ; une punition courante pour les officiels de la cour est de se faire couper les oreilles. En raison de cette tyrannie, il estime que le Mwata aurait du mal à lever plus d'un millier d'hommes ; il observe aussi que le royaume est moins prospère que le laissent entendre les relations de voyage des Portugais. L'année suivante, il rend de nouveau visite au Mwata, qui est le premier à lui dire que le Chambeshi, le lac Bangwelo, la Lwapula, le lac Moero et la Luvwa constituent un seul système fluvial. Cela incite Livingstone à explorer le Bangwelo puis la Lualaba — laquelle, selon lui, pourrait se jeter dans le Nil — et le lac Tanganyika. Il revient ensuite au Bangwelo, cherchant encore, pendant cinq ans, jusqu'à sa mort, à démontrer que ces rivières se jettent dans le Nil et ne font pas partie du bassin du Congo.

### Marchands arabes et swahilis
Aux XVIIIe et XIXe siècles les Arabes et les Swahilis commercent le cuivre, l'ivoire et les esclaves avec le Kazembe. Les routes commerciales, depuis Zanzibar jusqu'à Ujiji, sur le lac Tanganyika, sont bien établies et le sultan de Zanzibar est un homme d'importance dans la région. Livingstone est retenu dans la région au sud-est du lac Tanganiyka par un conflit entre Tippo Tip (Hamed bin Mohammed el Marjebi de son vrai nom) et un chef local. Lorsqu'il rejoint le Kazembe, il trouve sur place un marchand nommé Mohamad Bogharib, arrivé quelques jours auparavant à la recherche d'ivoire et Mohamad bin Saleh (connu aussi sous le nom de  Mpamari), un marchand qui est sur place depuis une dizaine d'années, que le Mwata refuse de laisser partir. Quoiqu'ils soient impliqués dans le commerce des esclaves, Livingstone avait voyagé avec eux et avait été aidé par eux ; il prétend avoir usé de son influence pour « libérer » Mohamed bin Saleh.
À partir des années 1860, le royaume décline, car M'Siri, dirigeant du royaume Yeke, actuel Katanga, met la main sur le commerce de l'ivoire et du cuivre, aidé par Tippo Tip et d'autres marchands, dont certains attaquent et tuent le huitième Mwata Kazembe. Jusqu'à sa mort, en 1891, M'Siri s'immisce dans la succession et la gouvernance des Mwata Kazembe ; ainsi, c'est à lui, plutôt qu'au chef suprême du Kazembe, que les chefs de la rive occidentale de la Luapula payent tribut.

## Période coloniale

### Territoires belges et britanniques
Après la mort de M'Siri en 1891, la vallée de la Lwapula est divisée en 1894 entre les Britanniques qui gouvernent la rive orientale de la Lwapula, devenue Rhodésie du Nord-Est, et les Belges qui, via l'État indépendant du Congo et son instrument, la Compagnie du Katanga, occupent la rive occidentale. Les autorités coloniales belges, en tuant M'Siri, laissent un vide politique. Les Belges nomment des chefs, non pas ceux subordonnés à M'Siri, qui avaient auparavant prêté allégeance au Mwata Kazembe, mais ceux que les Luba-Lunda appellent les « propriétaires de la terre », qui les avaient précédés. La région du Katanga est très instable, même si l'administration belge dans la région Moero-Lwapula est teintée d'un mince vernis censément inspiré des traditions locales ; cela va jusqu'à inventer un peuple, les Bena Ngoma, qui ne sont, à l'origine, qu'un clan parmi d'autres.
Une fois la loi coloniale belge instaurée à l'ouest de la Lwapula, le territoire et l'influence du Mwata Kazembe sont confinés à la partie orientale.

### Imposition de la gouvernance britannique
Quoique le Mwata Kazembe X signe un traité avec Alfred Sharpe en 1890, et qu'il autorise le missionnaire Dan Crawford à s'installer, lorsque le collecteur de taxes de la British South Africa Company (BSAC), Blair Watson, s'installe en 1897, le Mwata Kazembe refuse que soit levé le drapeau britannique tout comme il s'oppose à la collecte d'impôts auprès de son peuple ; il combat par les armes les troupes envoyées par Watson.
Alfred Sharpe est devenu gouverneur du protectorat britannique d'Afrique centrale, situé à mille kilomètres de là ; il n'a pas réussi à faire entrer le royaume Yeke de M'Siri dans le giron britannique par la négociation, et le royaume est devenu, par la force, une partie de l'État indépendant du Congo. Il décide donc, en 1899, conjointement avec Robert Codrington, administrateur pour le compte de la BSAC de la Rhodésie du Nord-Est, d'envoyer des troupes, composées de sikhs et de soldats du protectorat, au Kazembe, en rétorsion. Les soldats brûlent la capitale et tuent un grand nombre d'habitants. Le Mwata réussit à s'échapper au-delà de la Lwapula et trouve refuge dans la mission des chutes de Mambilima, à la tête de laquelle se trouve le couple Anderson, appartenant à la société missionnaire de Dan Crawford. Ironiquement, deux ans auparavant, le Mwata Kazembe X avait tenté, sans succès, de faire exécuter le prédécesseur des Anderson, H. J. Pomeroy,.
Dan Crawford et Alfred Sharpe se trouvaient dans une situation similaire en 1890–1891 dans le cas de M'Siri ; le supérieur de Crawford, Charles Swan, avait encouragé M'Siri à ne pas signer le traité proposé par Sharpe, mais, l'année suivante, M'Siri est tué par les Belges et la région plonge dans le chaos. En la circonstance, les Anderson agissent différemment. Tandis qu'Anderson maintient les hommes du Mwata à Mambilima, sa femme ramène le roi, seul, auprès des officiers britanniques, à la capitale rasée par le feu, plaidant en sa faveur. Les Britanniques, surpris par cette approche et par l'accord du Mwata qui déclare vouloir accepter la loi britannique, l'autorisent à revenir. Il rebâtit sa capitale à Mwansabombwe. Après cette « expédition punitive », Mwata Kazembe X et ses successeurs acceptent de collaborer avec l'administration coloniale, ce qui, dans une certaine mesure, sauve la chefferie. Les Mwata gardent de l'influence durant la période coloniale car, adeptes de la doctrine de l'indirect rule, les autorités coloniales s'appuient sur les chefs autochtones pour gouverner.
Les troupes britanniques pillent l'ancienne capitale avant de la brûler, et de nombreux objets précieux d'art et de culture du peuple Luba arrivent entre les mains de Codrington. Ce dernier en fait don en 1920 au musée national de Rhodésie du Sud, à Bulawayo (actuel Zimbabwe), à mille kilomètres de là, où ils forment la « collection Codrington »,. Ces objets se trouvent toujours dans un musée de Bulawayo.

### Influence des missionnaires
Sous l'influence de Dan Crawford, le Mwata Kazembe X accepte que d'autres missions s'installent dans la vallée, notamment celles des Assemblées de Frères et de la London Missionary Society (LSM) qui avait envoyé Livingstone en Afrique. En 1900, la mission Mbereshi de la SML est établie à dix kilomètres de Mwansabombwe, où des écoles, une église et un hôpital sont créés ; on y forme des briquetiers et des employés du bâtiment. La vallée de la Lwapula bénéficie de ce fait d'une qualité de construction des maisons d'un haut niveau. D'autres missions protestantes et catholiques établissent des écoles et des hôpitaux dans la vallée de la Lwapula et autour du lac Moero. Au milieu du XXe siècle, le territoire du royaume est éclipsé économiquement par les mines de cuivre et l'industrie d'Élisabethville (actuelle Lubumbashi en RDC) et de la copperbelt, mais, grâce à leur éducation acquise principalement dans les écoles des missions, de nombreux Luba et Lunda du Kazembe laissent leurs marques dans ces villes ainsi qu'à Lusaka, capitale de la Zambie.

### Structure de la chefferie
À l'instar du modèle Luba-Lunda, le Mwata Kazembe, « chef suprême du Kazembe », dirige des chefs principaux et des chefs de village. Les chefs principaux sont nommés par le Mwata, choisis dans sa famille et, à la mort de ce dernier, le nouveau Mwata est désigné parmi eux. Certains chefs des districts voisins payent tribut au Mwata.
Le Mwata gouverne à travers un conseil qui, à l'époque coloniale, devient une « autorité autochtone », en la circonstance, une « autorité autochtone Lunda », qui nomme un cabinet de conseillers qui se réunissent sous la direction d'un directeur du conseil. L'« autorité autochtone Lunda » est la plus importante autorité locale dans la vallée de la Lwapula ; elle rapporte au commissaire de district britannique, mais ce dernier s'installe sur le plateau de Kawambwa, préférable en termes de climat à la vallée infestée de moustiques où vit la majeure partie de la population. Une simple visite d'un endroit à l'autre prend une journée entière, et, en l'absence de problème particulier, la chefferie du Kazembe jouit en pratique d'une autonomie considérable.

### Fonctions de la chefferie
Les fonctions de la chefferie relèvent essentiellement du gouvernement local, l'accent étant mis sur les aspects culturels et sociaux. Le Mwata et son conseil établissent des règlements dans des domaines non couverts par la loi nationale ou les règlements provinciaux, concernant l'utilisation et la gestion des terres et des ressources, des bâtiments et des infrastructures, de l'emploi et des professions, du commerce et des marchés, de l'hygiène et de la santé, et des traditions et coutumes, y compris le mariage traditionnel et la vie familiale. Le Mwata dispose de messagers et de gardes pour faire appliquer les règlements, et il gère un tribunal traditionnel ; il est également impliqué dans la résolution des litiges.

### Modernisation de la chefferie
L'extraction du cuivre dans la ville minière d'Élisabethville (Lubumbashi), au Congo belge, se développe plus rapidement que la copperbelt de Rhodésie du Nord. Entaillée par la botte du Katanga, la province de Luapula est considérée comme un cul-de-sac par l'administration rhodésienne au début du XXe siècle et Élisabethville est la ville la plus accessible depuis le Kazembe, car reliée par la route au port fluvial congolais de Kasenga, sur la rivière Lwapula, et, de là, par bateau, au lac Moero. On constate des migrations depuis la zone administrée par les Britanniques vers celle sous contrôle belge.
Le Mwata Kazembe XIV, Shadreck Chinyanta Nankula, tente, dans les années 1940, de changer cela. Il développe la chefferie et le district et on le considère comme le premier Mwata « moderne ». Il est éduqué et travaille à Élisabethville et parle couramment l'anglais et le français. Il galvanise la Lunda Native Authority et change son nom en Lunda National Association, considéré comme moins péjoratif. Le commissaire du district craint qu'il ne développe et promeuve un nationalisme qui pourrait entraîner des contestations de l'administration coloniale, mais leurs relations restent correctes. Le Mwata encourage la création d'écoles et d'hôpitaux à Mwansabombwe et le développement de missions telle celle de Mbereshi. Il écrit un récit de la chefferie, édité par Édouard Labrecque, missionnaire de l'ordre des Pères blancs, qui paraît à Chibemba sous le titre de Ifikolwe Fyandi na Bantu Bandi (« Mes ancêtres et mon peuple ») ; il fait aussi construire le bâtiment à deux étages qui abrite la résidence des Mwata, mais il meurt deux jours avant l'inauguration.
Au début des années 1950, les Luba-Lunda considèrent que les jugements rendus par les cours de justice du Mwata leur conviennent mieux que ceux émis par les tribunaux gérés par les Belges et ils demandent à être soumis à cette juridiction à laquelle ils prétendent avoir droit du fait de leur appartenance ethnique. Cela leur est refusé.
La modernisation de la chefferie s'accompagne d'une prospérité croissante, grâce à la route de la botte du Katanga, qui relie la province de Luapala à la copperbelt, permettant de faire circuler les poissons et la main-d'œuvre vers le marché local.

## Depuis l'indépendance

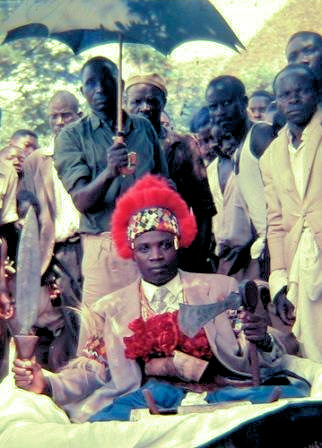
Mwata Kazembe XVII Paul Kanyembo Lutaba en 1961.

En 1964, la Zambie accède à l'indépendance. Au début, les chefs voient leur influence diminuer au profit des partis politiques et de l'administration ; en 1985, le Mwata Kazembe XVIII est nommée commissaire du district de Kawambwa puis secrétaire politique provincial.
Les années 1940, 1950 et 1960 sont des années de croissance, basée sur la pêche ; mais récessions et stagnations caractérisent l'économie à partir du milieu des années 1970, lorsque les prises de poissons commencent à décroître et que l'emploi lié à l'industrie du cuivre se contracte. Cependant, la construction de la route qui relie Mansa à Nchelenge via Mwansabombwe, et son bitumage qui facilite la liaison avec Kawambwa, Samfya et Serenje, dans les deux décennies qui suivent, canalise le trafic commercial qui passe par Mwansabombwe, dont le district du même nom atteint 45 000 habitants environ au début du XXIe siècle,,.

## Mutomboko
La chefferie des Mwata Kazembe connaît, à la fin du XXe siècle et au début du XXIe siècle, un sursaut culturel au travers du festival de Mutomboko, devenu le second de Zambie par son importance, ainsi qu'un symbole de reconnaissance de la culture traditionnelle,.
Il se tient à la fin du mois de juillet et attire vingt mille visiteurs, dont le président du pays. S'inspirant des cérémonies traditionnelles, il existe sous sa forme actuelle depuis 1971, date du dixième anniversaire de l'installation du Mwata Kazembe XVII, Paul Kanyembo Lutaba. Il comprend notamment des danses, symbolisant la migration des Luba-Lunda et la conquête de la vallée de la Lwapula,.